# Fernandeño
Fernandeño, pleme Shoshonean Indijanaca, uže grupe Gabrieleño, s kojima su jezično i etnički najsrodniji. Fernandeño su svoje ime dobili po misiji San Fernando, jednoj od dvije franjevačke misije u okrugu Los Angeles u Kaliforniji. Kroeber (1925) njihov broj zajedno s Gabrieleño i Nicoleño Indijancima procjenjuje na 5,000 (1770.) Swanton navodi 4 njihova sela, to su bila: Hahamo i Mau, sjeverno od Los Angelesa, Kawe, sjeverozapadno od istoga grada, i Pasek, na misiji San Francisco.
Nešto ih se očuvalo udruženih s Alliklik ili Tataviam Indijancima pod imenom Fernando Tataviam Band of Mission Indians. 

## Vanjske poveznice
- DNA Links Ancient, Modern Indians